# Ferdinand Bengzon
Ferdinand Bengzon (Jemshog, 5 april 1840 - 18 juli 1893) was een Zweeds componist uit de 19e eeuw.

## Achtergrond
Pehr Ferdinand Bengzon werd geboren binnen het gezin van Bengt Pehrsson en Hanna Svensdotter. In 1872 huwde hij Maria Lovia Linder.

## Muziek
Zijn muzikale opleiding kreeg hij in Lund en aan het Conservatorium van Stockholm. Hij studeerde er orgel bij Gustaf Mankell, piano bij Johan van Boom en zang bij Julius Günther. Hij ontving daarbij invloeden van zijn latere Duitse en Franse leraren. Zijn muzikale output is slechts klein en bestaat voornamelijk uit liederen en werken voor piano, die een salonachtig karakter hebben. Geen van zijn werken, waarvan Viola (tekst Carl Östergren) en Vuggevise (tekst Henrik Ibsen) enige bekendheid kennen in Zweden en Noorwegen,  heeft de tand des tijds doorstaan. Er zijn vooralsnog geen opnamen verkrijgbaar in 2015. Een aantal werken van hem is verschenen bij Warmuth Musikforlag in Oslo, destijds Christiania, zoals Dagsländor, små salonstykker i lette rhytmer bestaande uit een menuet, een mars, een wals een wijsje en polka, en Mai voor gemengd koor. 
Van groter belang werden geacht zijn vertalingen van Die Ausbildung des Stimme van Thuiskon Hauptner en Vorschule der Harmonielehre van Heinrich Wohlfahrt, maar ook deze zijn al lang uit druk.